# 克林頓 (麻薩諸塞州普查規定居民點)
克林頓（英語：Clinton）是位於美國麻薩諸塞州烏斯特縣的一個普查規定居民點。

## 人口
根據2020年美國人口普查的數據，克林頓的面積為3.87平方千米，當中陸地面積為3.86平方千米，而水域面積為0.01平方千米。當地共有人口8166人，而人口密度為每平方千米2,110.08人。